# Compattificazione di Alexandrov
La compattificazione di Alexandrov o Alexandroff (o compattificazione a un punto) di uno spazio topologico {\displaystyle X} è uno spazio compatto che estende lo spazio di partenza {\displaystyle X} mediante l'aggiunta di un unico punto (solitamente indicato con {\displaystyle \infty }). Deve il suo nome al matematico sovietico Pavel Sergeevič Aleksandrov.
Ad esempio, la compattificazione di Alexandroff della retta reale si ottiene aggiungendo un punto in modo che questo "congiunga" i due estremi della retta, che in tal modo diventa topologicamente equivalente alla circonferenza {\displaystyle S^{1}}; analogamente, la compattificazione di Alexandroff dello spazio {\displaystyle \mathbb {R} ^{n}} è la sfera {\displaystyle S^{n}}.
La compattificazione di Alexandroff {\displaystyle X^{\infty }} di uno spazio {\displaystyle X} è, in un certo senso, la più piccola estensione di {\displaystyle X} che è anche compatta; più precisamente, se {\displaystyle X} è uno spazio di Tychonoff non compatto ma localmente compatto, allora {\displaystyle X^{\infty }} è l'elemento minimale dello spazio delle compattificazioni di {\displaystyle X}. Si contrappone quindi alla compattificazione di Stone-Čech, che è la "più grande" compattificazione di {\displaystyle X}.

## Definizione
Sia {\displaystyle (X,{\mathcal {U}})} uno spazio topologico. Allora la compattificazione di Alexandroff di {\displaystyle (X,{\mathcal {U}})} è lo spazio {\displaystyle (X^{\infty },{\mathcal {U}}^{\infty })}, dove:
- {\displaystyle X^{\infty }=X\cup \{\infty \}} (ove {\displaystyle \infty } non è un elemento di {\displaystyle X});
- {\displaystyle {\mathcal {U}}^{\infty }={\mathcal {U}}\cup \{V\cup \{\infty \}\mid X\setminus V{\rm {\ chiuso\ e\ compatto\ in\ }}X\}}.

In particolare, gli aperti di {\displaystyle (X^{\infty },{\mathcal {U}}^{\infty })} che contengono {\displaystyle \infty } sono i complementari degli insiemi chiusi e compatti di {\displaystyle X}.

## Proprietà

### Inclusione
L'inclusione 
{\displaystyle i:X\hookrightarrow X^{\infty }}
è una funzione continua. Se {\displaystyle X} non è compatto, l'immagine di {\displaystyle i} è un insieme denso in {\displaystyle X^{\infty }}. 

### Compattezza
Lo spazio {\displaystyle X^{\infty }} è compatto. Infatti, dato un ricoprimento aperto {\displaystyle {\mathcal {R}}} di {\displaystyle X^{\infty }}, esiste certamente un aperto {\displaystyle U\in {\mathcal {R}}} del ricoprimento che contiene {\displaystyle \infty }. Poiché {\displaystyle X\setminus U} è compatto ed è ricoperto da {\displaystyle {\mathcal {R}}}, esiste un sottoricoprimento finito {\displaystyle {\mathcal {R}}'} di {\displaystyle X\setminus U}. Un ricoprimento finito di {\displaystyle X^{\infty }} è quindi dato da
{\displaystyle {\mathcal {R}}'\cup \{U\}.}

### Connessione
Se {\displaystyle X} è connesso e non compatto, allora {\displaystyle X^{\infty }} è connesso. Infatti se fosse unione disgiunta di due aperti, uno di questi conterrebbe {\displaystyle \infty } e l'altro sarebbe necessariamente compatto e chiuso. Per connessione, l'unico insieme non vuoto, aperto e chiuso in {\displaystyle X} è {\displaystyle X} stesso, il quale non è però compatto.

### Spazio di Hausdorff
Se {\displaystyle X} è di Hausdorff e localmente compatto, allora anche {\displaystyle X^{\infty }} è di Hausdorff, e viceversa. Infatti per ogni {\displaystyle x\in X} esistono due intorni disgiunti {\displaystyle U} di {\displaystyle x} e {\displaystyle V} di {\displaystyle \infty }: basta prendere {\displaystyle U} contenuto in un compatto {\displaystyle K} contenente {\displaystyle x}, e {\displaystyle V} il complementare di {\displaystyle K}.

## Esempi
- La compattificazione di {\displaystyle \mathbb {R} ^{n}} è topologicamente equivalente alla sfera {\displaystyle S^{n}}; l'inclusione di {\displaystyle \mathbb {R} ^{n}} in {\displaystyle S^{n}} può essere descritta dalla proiezione stereografica.